# Internazionali d'Italia 1961 - Singolare femminile
Il singolare femminile del torneo di tennis Internazionali d'Italia 1961, disputato a Torino, ha avuto come vincitrice Maria Bueno che ha battuto in finale Lesley Turner con il punteggio di 6–4 6–4.

## Teste di serie
1. Maria Bueno (Campionessa)
2. Sandra Reynolds (semifinale)
3. Darlene Hard (quarti di finale)
4. Christine Truman (quarti di finale)

1. Margaret Smith (semifinale)
2. Ann Haydon (secondo turno)
3. Jan Lehane (quarti di finale)
4. Yola Ramírez (quarti di finale)

## Tabellone

### Legenda
| - Q = Qualificato - WC = Wild card - LL = Lucky loser | - ALT = Alternate - SE = Special Exempt - PR = Protected Ranking | - w/o = Walkover - r = Ritirato - d = Squalificato |

### Fase finale
|  | Quarti di finale | Quarti di finale | Quarti di finale | Quarti di finale | Quarti di finale |  |  | Semifinali      | Semifinali      | Semifinali     | Semifinali    | Semifinali    |   |   | Finale      | Finale      | Finale      | Finale | Finale |  |
|  |                  |                  |                  |                  |                  |  |  |                 |                 |                |               |               |   |   |             |             |             |        |        |  |
|  | 1                | Maria Bueno      | 4                | 6                | 6                |  |  |                 |                 |                |               |               |   |   |             |             |             |        |        |  |
|  | 8                | Yola Ramírez     | 6                | 3                | 2                |  |  | Maria Bueno     | Maria Bueno     | Maria Bueno    | 6             | 6             |   |   |             |             |             |        |        |  |
|  | 5                | Margaret Smith   | 3                | 6                | 6                |  |  | Margaret Smith  | Margaret Smith  | Margaret Smith | 4             | 3             |   |   |             |             |             |        |        |  |
|  | 4                | Christine Truman | 6                | 2                | 1                |  |  |                 |                 |                |               |               |   |   | Maria Bueno | Maria Bueno | Maria Bueno | 6      | 6      |  |
|  |                  | Lesley Turner    | 6                | 2                | 6                |  |  |                 |                 | Lesley Turner  | Lesley Turner | Lesley Turner | 4 | 4 |             |             |             |        |        |  |
|  | 3                | Darlene Hard     | 3                | 6                | 1                |  |  | Lesley Turner   | Lesley Turner   | 3              | 6             | 7             |   |   |             |             |             |        |        |  |
|  | 2                | Sandra Reynolds  | Sandra Reynolds  | 6                | 6                |  |  | Sandra Reynolds | Sandra Reynolds | 6              | 3             | 5             |   |   |             |             |             |        |        |  |
|  | 7                | Jan Lehane       | Jan Lehane       | 4                | 3                |  |  |                 |                 |                |               |               |   |   |             |             |             |        |        |  |